# لوكا مارتينيز
لوكا مارتينيز (بالإسبانية: Luca Martínez Dupuy)‏ هو لاعب كرة قدم مكسيكي، ولد في 5 يونيو 2001.

## وصلات خارجية
- لوكا مارتينيز على موقع قاعدة بيانات كرة القدم.إي يو (الإنجليزية)
- لوكا مارتينيز على موقع Soccerway.com (الإنجليزية)